# Джон Кінг (Медаль Пошани)
Джон Кінг (англ. John King; нар. 7 лютого 1865, Нью-Йорк — пом. 20 травня 1938, Гот-Спрінгс) — американський військовослужбовець, чиф-петті офіцер ВМС США. Учасник Іспансько-американської, Філіппінсько-американської та Першої світової війн. За двадцять шість років служби у флоті став одним з 19 військовослужбовців США — двічі кавалерів Медалі Пошани — удостоєних найвищої відзнаки за проявлений героїзм. Кінг, один з чотирнадцяти нагороджених, які отримали дві медалі Пошани за дві різні події, хоча жодна з них не була за дії в бойових умовах під час війни. Кінг помер у Гот-Спрінгс і похований на Голлівудському кладовищі.

## Біографія
Джон Кінг, уродженець Баллінроба в графстві Мейо на заході Ірландії, народився 7 лютого 1862 року в родині Майкла Кінга та Еллен Фланнері Кінг. У 1886 році він переїхав до США і 20 липня 1893 року був зарахований на військову службу до військово-морського флоту США. Кінг пройшов кар'єру під палубою, починаючи з посади вугляра, а потім отримав підвищення до кочегара, маслороба, водорозвантажувача та головного водорозвідника, остання посада на кораблі була старшиною, начальником котельні.
Він служив на борту броненосця «Массачусетс» у Карибському морі під час іспано-американської війни, а в 1900 році був переведений на «Віксбург» для служби під час філіппінсько-американської війни.
Кінг отримав обидві свої медалі Пошани за запобігання катастрофам, що сталися внаслідок вибуху парових котлів на борту військових кораблів ВМС США. Свою першу медаль Пошани Кінг отримав на «Віксбурзі» «за надзвичайний героїзм у виконанні своєї професії під час аварії на котлах… 29 травня 1901 року». Вісім років по тому, будучи постачальником води на кораблі «Салем», Кінг отримав другу медаль Пошани під час ще одного вибуху котла 13 вересня 1909 року. 1 жовтня 1909 року став головним постачальником води, і він продовжував служити в морі до звільнення в 1916 році.
Зі вступом США у Першу світову війну, старий моряк повернувся до активної служби; він служив у Нью-Йорку до 20 серпня 1919 року. Він жив у відставці до своєї смерті 20 травня 1938 року.
У 1961 році на його честь було введено в експлуатацію ракетний крейсер «Джон Кінг» , а в 2010 році в Баллінробі було відкрито повнорозмірну бронзову статую Кінга.